# Stockholms Akvarieförening
Stockholms Akvarieförening är en förening för akvarieintresserade personer som bildades 14 maj 1926 på restaurangen Klosterbräu, Vasagatan 50 i Stockholm. Föreningen Stockholms Akvarie- och Terrarieförening är tillsammans med Malmö Akvarieförening två av världens äldsta akvarieföreningar. Föreningen är medlem i Sveriges Akvarieföreningars Riksförbund.
Föreningen har inga regelbundna möten men håller olika aktiviteter varje månad, däribland utställningar och akvaristiska besök hos medlemmar och offentliga anläggningar. Det förekommer även samkväm av olika slag.
Den första styrelsen bestod av ordförande kamrer S. Rosengren, vice ordförande civilingenjör N. Lindblad, sekreterare fil. mag. C.H. Hedenström, kassaförvaltare herr O. Törnblom samt styrelseledamot utan särskild funktion kandidat B. Barck-Holst.

## Källa
- Stockholms Akvarieförening

1. ↑  ”Stockholms Akvarieförening”. www.stockholmsakvarieforening.se. Arkiverad från originalet den 18 juni 2021. https://web.archive.org/web/20210618125733/https://stockholmsakvarieforening.se/omsaf.html. Läst 29 november 2020.